# 제1차 세계 대전의 전차

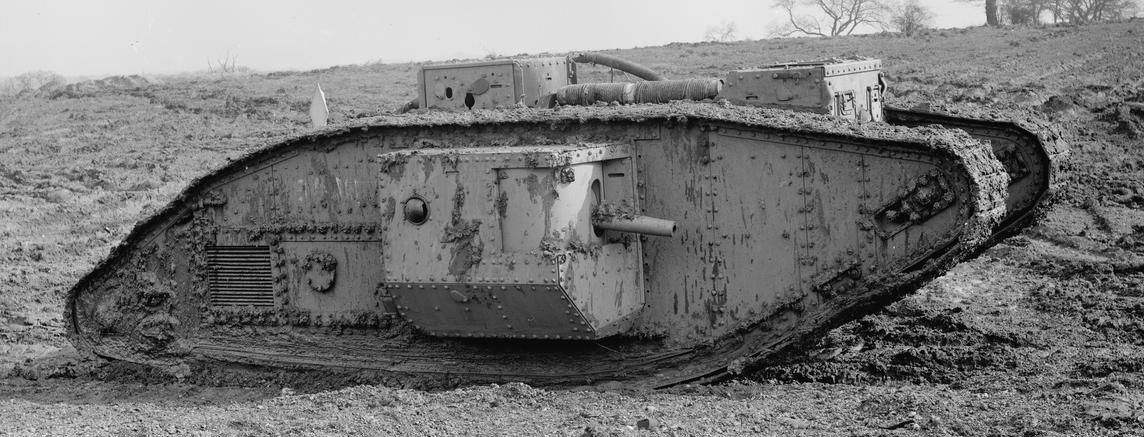
영국 마크 V 전차

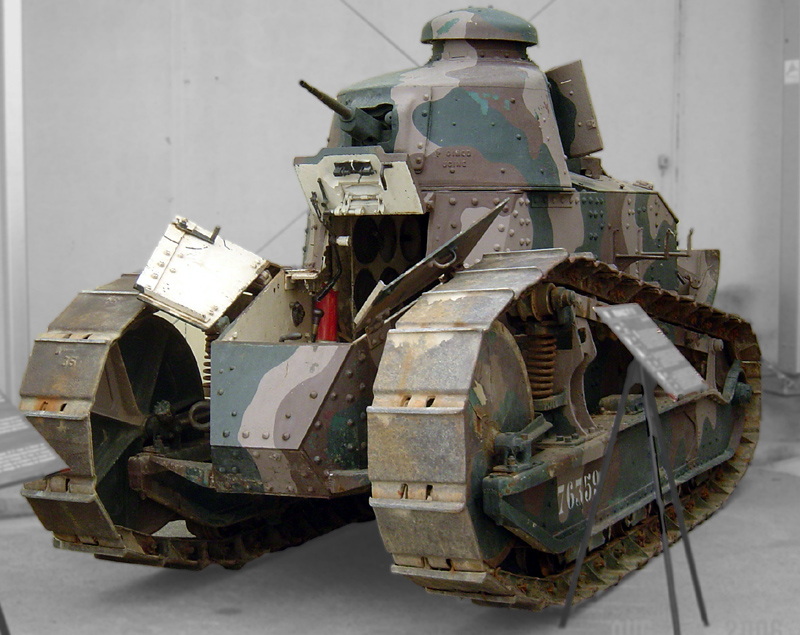
최초의 "현대적인" 전차, 르노 FT

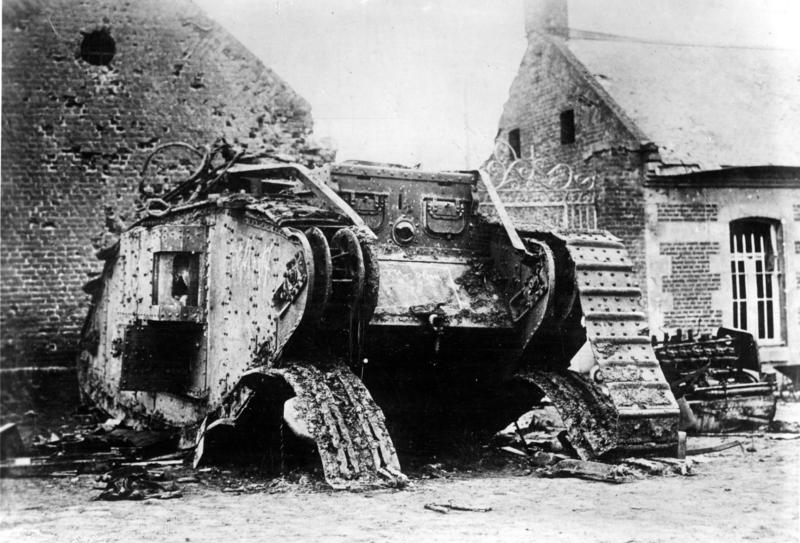
1917년 서부 전선 캉브레에서 독일군과의 전투 중 파괴된 영국 전차

제1차 세계 대전의 전차 개발은 서부 전선에서 발생한 교착 상태에 대한 대응이었다. 전차의 기본 원칙(장갑, 화력, 전 지형 이동성)을 통합한 차량은 전쟁 전 약 10년 동안 구상되었지만, 참호전 초기의 엄청나게 많은 사상자가 개발을 촉진했다. 영국과 프랑스 모두에서 연구가 진행되었고, 독일은 연합군의 선례를 뒤늦게 따랐다.
영국에서는 1915년 8월과 9월에 윌리엄 포스터 앤 코에서 '리틀 윌리'라는 별명이 붙은 초기 차량이 제작되었다. 마크 I 전차가 된 새로운 설계의 프로토타입은 1916년 2월 2일에 영국 육군에 시연되었다. 처음에는 랜드십 위원회에서 "랜드십"이라고 불렸지만, 생산 차량은 비밀 유지를 위해 "탱크"라고 명명되었다. 이 용어는 윌리엄 포스터의 공장 노동자들이 첫 번째 프로토타입을 강철 물탱크와 닮았다고 해서 "탱크"라고 불렀다는 사실이 알려지면서 선택되었다.
프랑스는 1917년 4월에 첫 전차를 투입했으며 궁극적으로 다른 모든 국가를 합친 것보다 훨씬 더 많은 전차를 생산했다.
반면에 독일군은 연합군 전차가 전장에 등장한 후에야 개발을 시작했다. 연합군이 전쟁 중에 수천 대의 전차를 생산하는 동안, 독일은 자체 전차를 18대만 배치했다.
초기 전차는 기계적으로 신뢰할 수 없었다. 기갑 전투 배치 및 이동 중에 상당한 소모율을 유발하는 문제점이 있었다. 심하게 포격된 지형은 일반 차량으로는 통과할 수 없었으며, 르노 FT 및 마크 IV와 같은 고기동성 전차만이 합리적인 성능을 보였다. 마크 I의 편능형 모양, 캐터필러 궤도, 그리고 26-피트 (8 m) 길이 덕분에 바퀴 달린 차량으로는 불가능했던 장애물, 특히 넓은 참호를 통과할 수 있었다. 전차와 함께 최초의 자주포(영국 건 캐리어 마크 I)와 최초의 병력수송장갑차가 전차 발명에 이어 등장했다.

## 개념적 기원

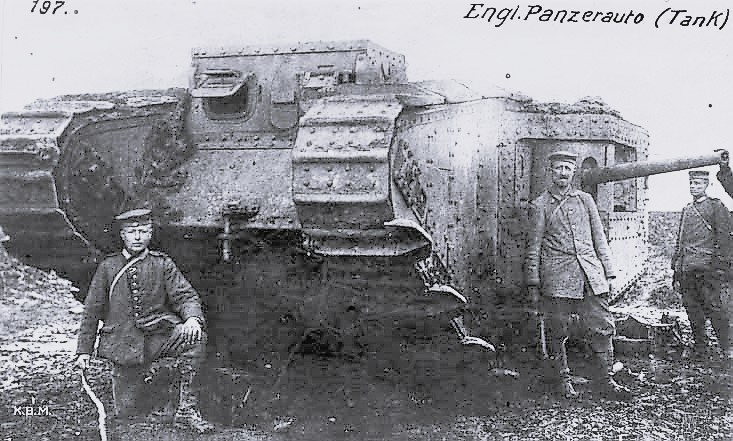
1917년 4월 11일 아라스 근처에서 노획된 마크 3II 전차 No. 799

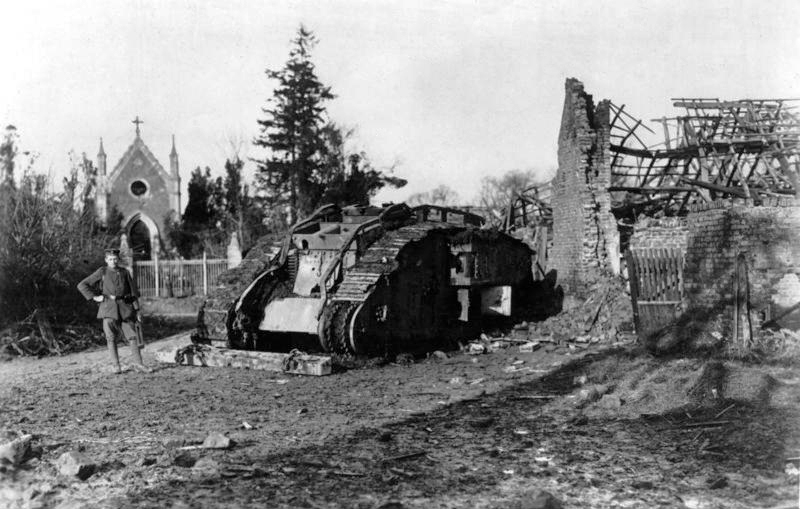
1917년 독일군이 노획한 영국 전차

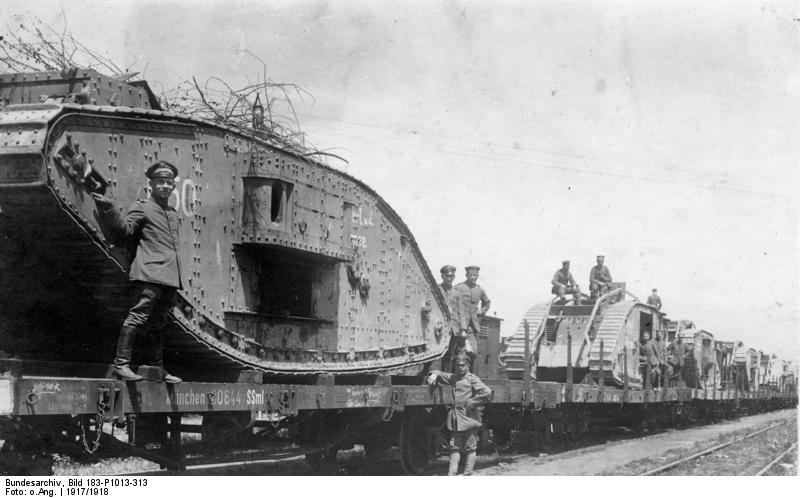
1917년: 독일군이 노획한 영국 전차가 철도로 운송되고 있다.

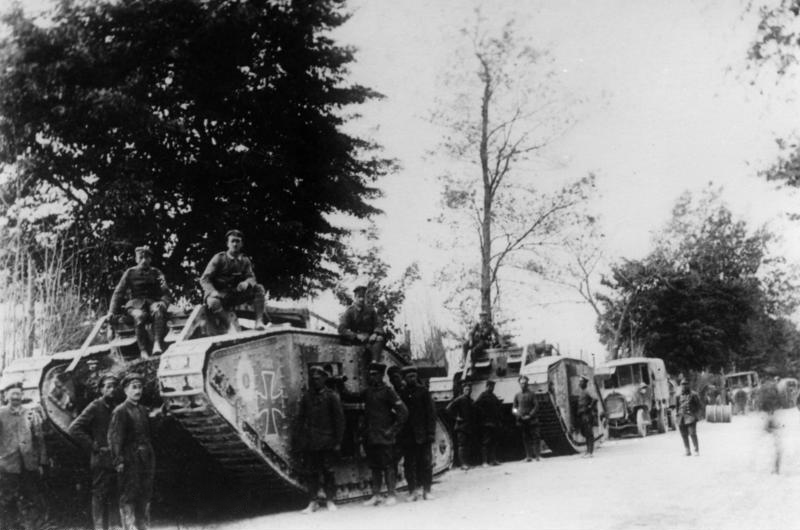
제2차 마른강 전투 중 노획한 영국 마크 IV를 사용하는 독일군

전차의 개념적 뿌리는 고대부터 시작되어, 석벽이나 다른 요새에 접근하는 병사들을 보호할 수 있는 공성 무기에서 비롯된다. 산업 혁명과 증기의 엄청난 힘이 나타나면서, 제임스 코완(James Cowan)은 크림 전쟁이 끝날 무렵인 1855년에 증기 동력 육상 램(Steam Powered Land Ram) 제안서를 제출했다. '발 달린' 보이드웰 바퀴(Boydell wheels), 초기 페드레일 휠의 선구자처럼 생긴 헬멧 모양의 이 장치는 기본적으로 대포와 측면에서 튀어나오는 회전하는 큰낫을 장착한 장갑 증기 트랙터였다. 파머스턴 경은 이를 '야만적'이라고 일축했다고 전해진다.

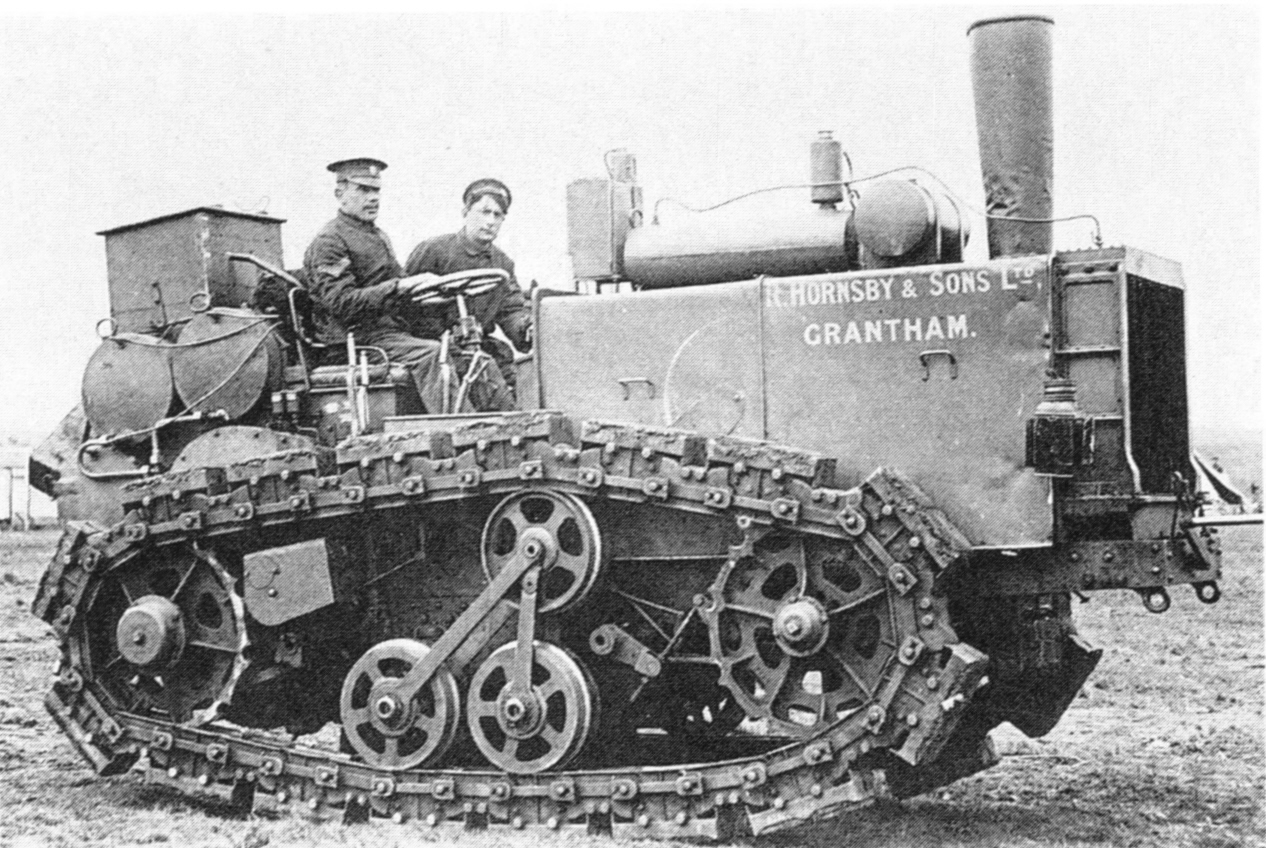
혼즈비 트랙터

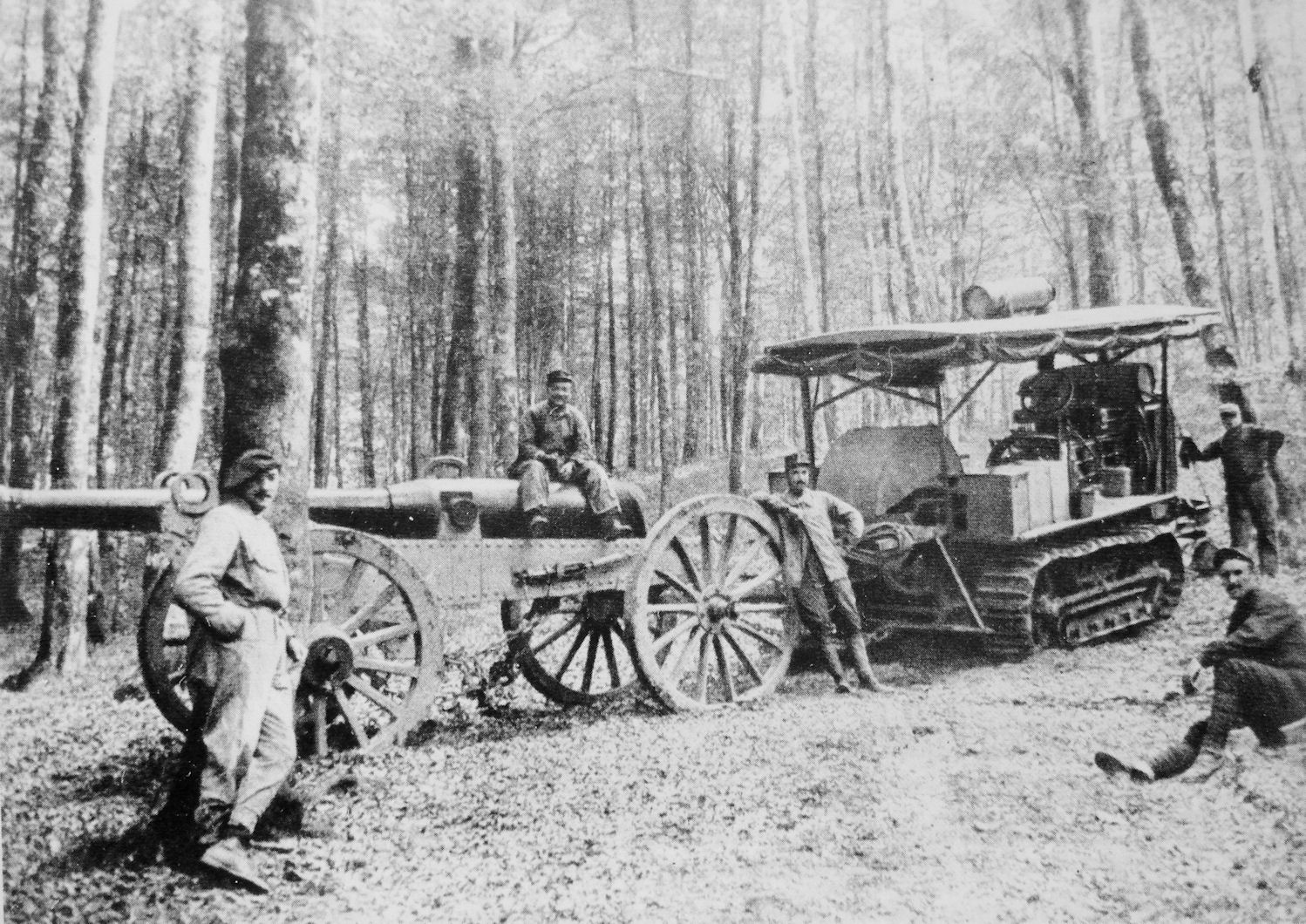
포병 트랙터(이것은 홀트 트랙터)는 1914년~1915년 프랑스군에서 사용되었다. 이곳은 1915년 봄 보주산맥이다.

1904년부터 1909년까지, 그랜섬의 혼즈비 앤 선즈의 엔지니어이자 경영 이사인 데이비드 로버츠는 자신의 특허 '체인-트랙'을 사용하여 일련의 트랙터를 제작했으며, 이는 영국 육군에 의해 성능이 시험되었다(작은) 일부는 포병 트랙터를 평가하고 싶어 했다. 1908년 어느 시점에 기계 수송 위원회의 윌리엄 E. 도노휴 소령은 로버츠에게 자체 대포를 운반할 수 있는 장갑차를 설계해야 한다고 말했다. 그러나 군대를 위한 수년간의 결국에는 결실 없는 작업에 실망한 로버츠는 그 아이디어를 받아들이지 않았다. 나중에 그는 그 아이디어를 추구하지 않은 것을 후회했다.
오스트리아-헝가리 육군의 장교인 군터 부르슈틴 중위는 1911년에 회전 포탑에 경포를 장착한 궤도형 장갑차를 설계했다. 앞뒤에 두 개씩 경첩식 '팔'이 달려 있어 장애물과 참호를 넘는 데 도움을 주는 바퀴를 장착했으며, 다소 작기는 했지만 매우 미래지향적인 설계였다. 오스트리아-헝가리 정부는 부르슈틴이 시제품 생산을 위한 상업적 지원을 확보할 수 있다면 평가에 관심을 보일 것이라고 말했다. 필요한 연락처가 부족했던 그는 그 아이디어를 포기했다. 독일 정부에 대한 접근도 마찬가지로 결실이 없었다.
1912년 사우스오스트레일리아의 랜슬롯 드 몰은 영국 육군성에 "거친 지형과 참호를 쉽게 조종하고 무거운 짐을 운반할 수 있는 체인-레일 차량"에 대한 제안을 제출했다. 드 몰은 1914년과 1916년에 육군성에 더 많은 제안을 했으며, 1917년 후반에는 8분의 1 크기의 거대한 모델을 첨부한 최종 제안을 했지만, 모두 거의 무시당했다. 드 몰의 제안은 이미 나중에 제1차 세계 대전 영국 전차의 전형이 된 경사면을 가지고 있었지만, 어떤 연관성이 있었는지는 알려지지 않았다.
전쟁 후 오스트레일리아 정부에 문의한 결과, 드 몰 씨의 아이디어가 당시에는 너무 앞서나가서 정당한 가치를 제대로 인정받지 못했다는 정중한 답변을 받았다. 1919년 발명가 보상 위원회는 전차 개발에 대한 모든 경쟁 주장을 심사했는데, 드 몰의 설계의 탁월함을 인정하고 실제로 개발된 차량보다 우수하다고까지 평가했지만, 그들의 협소한 권한으로 인해 드 몰의 경비를 충당하기 위해 987파운드를 지불할 수밖에 없었다. 그는 1919년에 전쟁 전에 친구들이 자신의 설계를 독일군에게 제안하라고 권했지만, 애국심 때문에 거절했다고 언급했다.

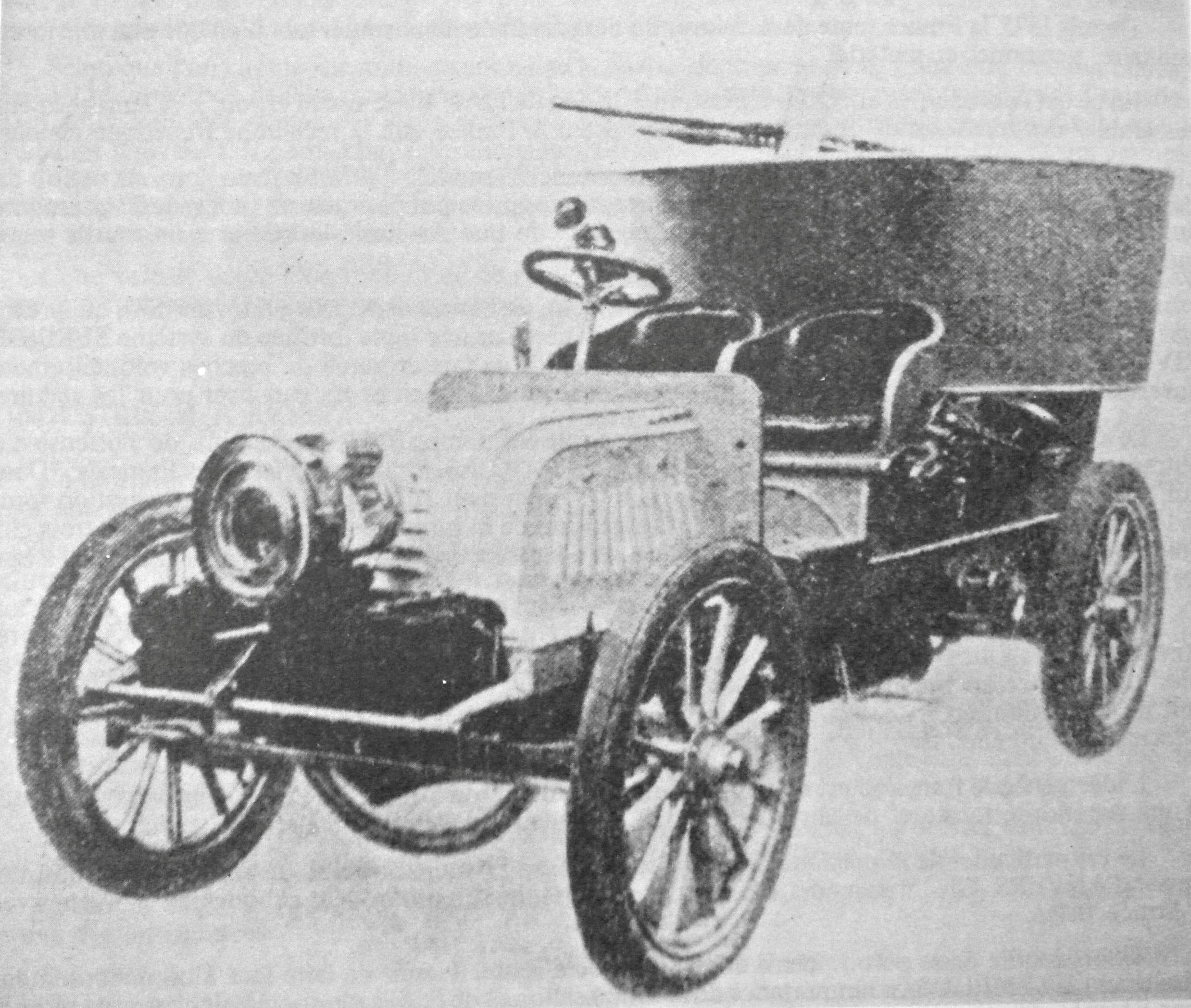
프랑스 장갑차: 샤롱 지라르도 보이트 1902

제1차 세계 대전 이전에, 동력 차량은 여전히 비교적 드물었고, 전장에서의 사용은 처음에는 특히 중차량의 경우 제한적이었다. 장갑차는 곧 대부분의 교전국에서, 특히 개방된 지형에서 더 흔해졌다. 1914년 8월 23일, 훗날 전차의 주요 지지자가 된 프랑스 대령 장 바티스트 외젠 에스티엔은 "신사 여러분, 이번 전쟁의 승리는 모든 지형에서 움직일 수 있는 차량에 75mm 대포를 처음으로 성공적으로 장착하는 교전국에 속할 것입니다."라고 선언했다.
장갑차는 실제로 사막과 같은 개방된 지형에서 유용했지만, 참호나 방벽과 같은 장애물을 넘거나 더 험난한 지형에서는 그다지 좋지 않았다. 또 다른 문제는 많은 보호나 무장을 추가하기가 매우 어렵다는 것이었다.
주요 한계는 바퀴였는데, 차량의 무게에 비해 지면 압력이 높았다. 이것은 바퀴를 더 추가함으로써 해결할 수 있었지만, 바퀴도 구동되지 않으면 구동 바퀴의 견인력을 감소시키는 효과가 있었다. 추가 바퀴를 구동하는 것은 더 많은 구동계 무게를 의미했으며, 이는 성능 유지를 위해 더 크고 무거운 엔진을 필요로 했다. 더욱 나쁜 것은 추가 무게 중 어떤 것도 장갑이나 탑재된 무기의 개선에 투입되지 않았고, 차량은 여전히 매우 험한 지형을 통과할 수 없었다.
캐터필러의 채택은 문제에 대한 새로운 해결책을 제시했다. 궤도는 차량의 무게를 훨씬 더 넓은 지역에 분산시켰으며, 이 모든 것이 차량을 움직이는 견인력을 위한 것이었다. 장갑과 화력의 한계는 더 이상 지면 압력이 아니라 동력 장치의 힘과 무게였다.
남은 문제는 차량을 어떻게 사용하고 구성할 것인가였다. 영국 공병대의 어니스트 던롭 스윈턴 소령은 1914년 프랑스에서 근무하던 영국 공식 종군 기자였으며, 그의 책 <목격자>에서 1914년 10월 19일 북프랑스를 운전하던 중 장갑 전투 차량을 운전하기 위해 캐터필러 궤도를 사용하는 아이디어가 어떻게 떠올랐는지 회상했다. 1914년 7월, 그는 광업 엔지니어인 친구 휴 매리엇(Hugh Marriott)으로부터 편지를 받았는데, 매리엇은 벨기에에서 본 홀트 캐터필러 트랙터에 대해 그의 주의를 환기시켰다.
매리엇은 그것이 어려운 지형에서의 수송에 유용할 것이라고 생각했고, 스윈턴은 그 정보를 관련 부서에 전달했다. 스윈턴은 그 후 모리스 행키 중령에게 제안서를 보내 군 당국에 장갑 궤도 차량 아이디어를 제시했고, 행키는 키치너 경에게 그 아이디어에 관심을 갖도록 시도했다. 그것이 실패하자 그는 12월에 자신이 비서로 있던 제국 국방 위원회에 각서를 보냈다. 윈스턴 처칠 해군 장관은 그 위원회의 일원 중 한 명이었다. 행키는 진격하는 보병을 보호하기 위해 궤도 트랙터가 밀어내는 거대한 강철 롤러를 만들 것을 제안했다.
처칠은 차례로 1월 5일 H. H. 애스퀴스 총리에게 메모를 보내 독일군이 언제든지 비슷한 시스템을 도입할 수 있다고 경고했다. 걱정한 애스퀴스는 이제 키치너에게 스콧-몽크리프 장군이 이끄는 위원회를 구성하여 스윈턴의 아이디어의 타당성을 연구하도록 명령했다. 그러나 75마력 홀트 기계로 시험한 후, 위원회는 1915년 2월에 그 아이디어가 비실용적이라고 결론지었다.

## 랜드십 위원회
그러나 처칠은 육군이 그 아이디어를 받아들이지 않는 한, 해군이 비록 자신의 권한을 넘어서더라도 독립적으로 진행해야 한다고 결정했다. 그는 1915년 2월에 랜드십 위원회를 설립했는데, 처음에는 대규모 병력 수송 차량의 설계를 조사하기 위한 것이었다. 전선 상황이 더욱 명확해지면서 조사 목표가 변경되었다. 기관총과 경량 대포를 장착하고 4 mph (6.4 km/h)의 속도로 움직이며, 5 피트 (1.5 m) 높이의 흉벽을 오르고, 8 피트 (2.4 m) 너비의 틈을 건널 수 있는 장갑 차량에 대한 요구 사항이 수립되었다.
비슷한 제안이 프랑스 육군 총사령부를 거쳐 진행 중이었고, 6월에 랜드십 위원회는 육군성과 해군성의 합동 사업이 되었다. 장갑 전투 차량(AFV) 설계에 해군이 참여하게 된 것은 원래 1914년에 영국군이 AFV를 운용하는 유일한 부대였던 영국 해군 항공대 장갑차 사단을 통해서였다. 놀랍게도, 전쟁이 끝날 때까지 대부분의 중량 육상 차량 실험은 영국 해군 항공대 제20비행대에서 수행되었다.

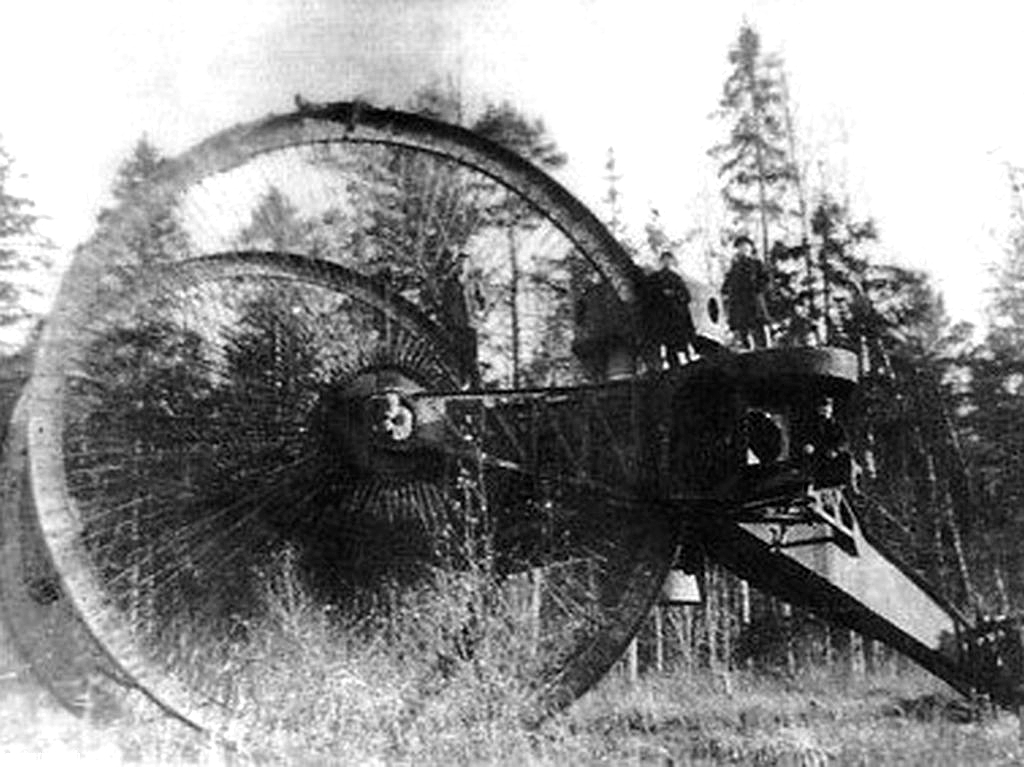
러시아의 차르 전차

처음에는 중포 견인 차량에 장갑을 씌우는 것이 가장 유망한 개발 방향으로 보였다. 러시아의 1915년 차르 전차와 같은 초기의 대체 '대형 바퀴' 설계는 곧 비실용적이라는 것이 밝혀졌다. 그러나 1915년에 프랑스와 독일이 했던 것처럼, 당시 사용 가능한 유일한 견고한 궤도형 트랙터였던 기존 홀트 컴퍼니의 캐터필러 설계를 전투 차량에 맞게 개조하는 것은 반대되었다. 장갑과 무기 시스템은 쉽게 구할 수 있었지만, 다른 기존의 캐터필러 및 현가 장치는 너무 약했고, 기존 엔진은 설계자들이 염두에 둔 차량에 비해 출력이 부족했으며, 휠베이스가 짧아 참호 횡단 능력이 좋지 않았다.
3개의 궤도를 가진 킬렌-스트레이트 트랙터는 6월에 첫 실험에 사용되었지만, 더 이상 개발하기에는 너무 작았다. 대형 페드레일 모노트랙 차량은 여러 가지 다른 구성으로 제안되었지만, 채택된 것은 없었다. 두 대의 미국 불록 트랙터를 연결하려는 시도는 실패했다. 또한 여러 위원회 위원들 사이에 상당한 의견 차이가 있었다. 육군 베테랑 엔지니어이자 전기 선구자인 R.E.B. 크롬턴 대령은 장갑 병력 수송 차량과 포 장착 차량을 위한 수많은 설계를 루시앙 레그로와 함께 작성했으며, 이들은 불록 궤도 또는 페드레일의 변형을 사용했을 것이다.
같은 시기에 RNAS의 로버트 맥피 중위와 일링을 기반으로 한 엔지니어 앨버트 네스필드는 궤도에 경사면 '등반면'을 통합한 여러 대의 장갑 궤도 차량을 고안했다. 두 남자는 계획이 무산되자 심하게 다투었다. 특히 맥피는 전쟁 후에 랜드십 위원회의 다른 위원들에게 복수심을 불태웠다.

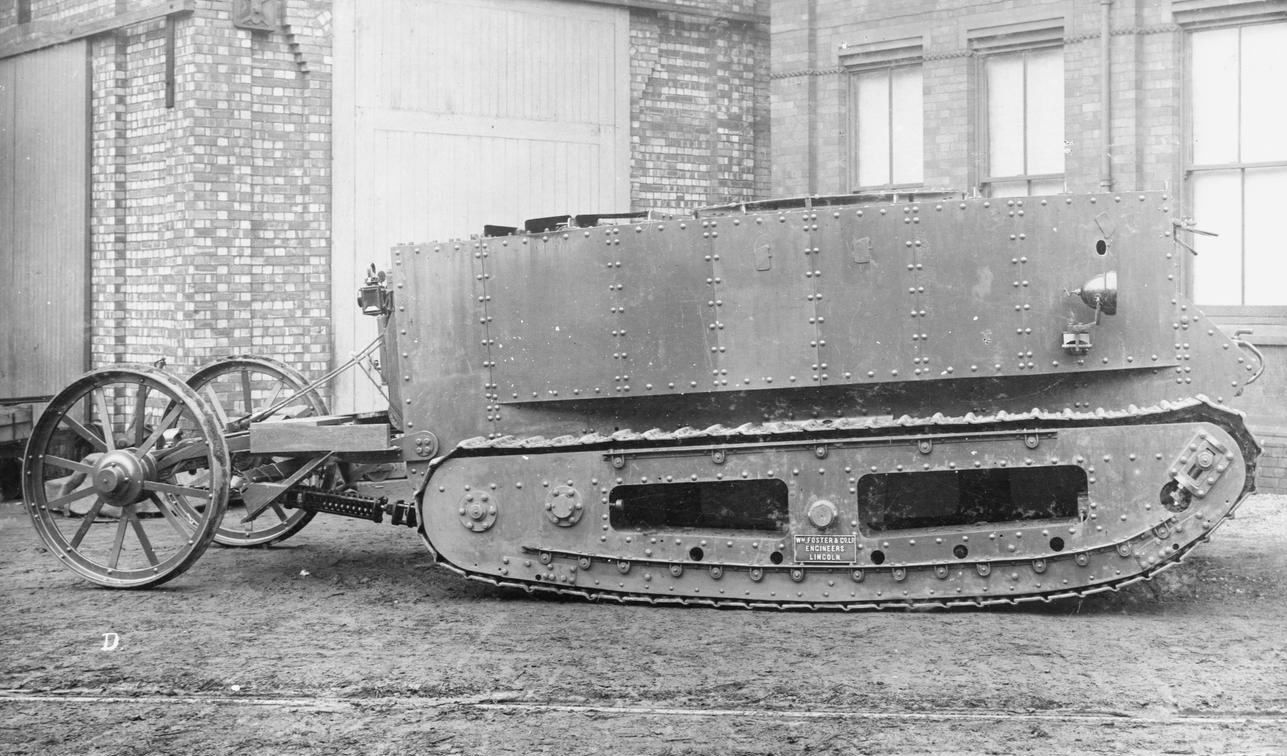
뒷바퀴가 보이는 리틀 윌리

노력의 분산을 막기 위해 7월 말, 전전부터 중형 트랙터 설계 작업을 해왔고 처칠이 이전에 참호 횡단 보급 차량 실험을 통해 알고 있던 윌리엄 포스터 앤 컴퍼니에 Bullock 트랙터 섀시를 길게 늘린 두 개의 궤도를 가진 시제품 생산 계약을 체결하라는 명령이 내려졌다. 건설 작업은 3주 후에 시작되었다.

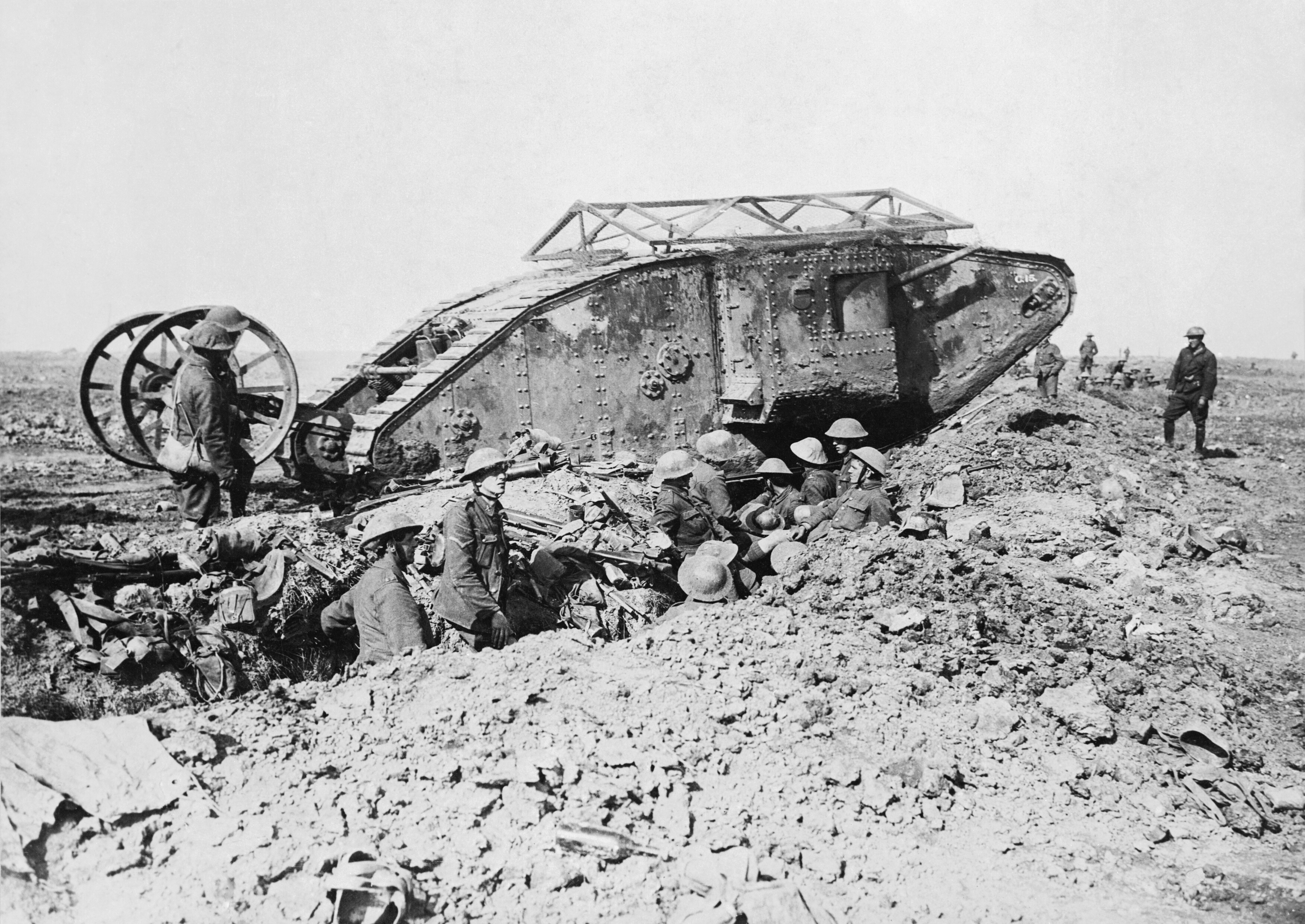
왼쪽에서 오른쪽으로 이동하는 마크 I 전차. 편능형 모양은 흉벽을 오르고 참호를 넘을 수 있게 해주었다. 사진: 어니스트 브룩스.

링컨의 포스터스는 14톤짜리 "리틀 윌리"를 제작했는데, 이 전차는 9월 8일 처음으로 주행했다. 105마력 다임러 엔진으로 구동되는 10-피트-high (3.0 m) 높이의 장갑 상자는 처음에는 낮은 불록 캐터필러를 장착했다. 40mm 대포를 장착한 회전식 상단 포탑이 계획되었지만 무게 문제로 포기되어 최종 차량은 무장되지 않았고 어려운 궤도 시스템의 시험대에 불과했다. 상업용 궤도 공급의 어려움으로 인해 트리턴은 당시 사용되던 다른 어떤 시스템과도 다른, 훨씬 더 견고한 완전히 새로운 궤도 시스템을 설계하게 되었다.
월터 고든 윌슨 RNAS 중위(전전의 자동차 엔지니어)의 다음 설계는 "리틀 윌리"의 차체에 더 큰 궤도 프레임을 추가했다. 요구되는 간극을 달성하기 위해 편능형 모양이 선택되었다. 즉, 궤도 접지면과 등반 능력을 향상시키기 위해 형태를 늘렸다. 낮은 무게 중심을 유지하기 위해 회전 포탑 설계는 해군 6파운드(57mm) 대포를 장착한 차체 측면의 스폰손으로 대체되었다.
최종 사양은 1916년 초 시험을 위해 9월 말에 합의되었고, 그 결과 30톤의 "빅 윌리"(나중에 "마더"라고 불림)는 "리틀 윌리"와 함께 1월 29일과 2월 2일에 햇필드 공원에서 시험을 거쳤다. 두 번째 시험에는 키치너 경, 로이드 조지, 레지날드 매케나 및 기타 저명한 정치인들이 참석했다. 2월 12일에는 "마더" 유형 차량 100대에 대한 초기 주문이 이루어졌고, 나중에 150대로 확대되었다.
승무원들은 전차를 거의 "윌리"라고 부르지 않았다. 처음에는 "자동차"라고 불렀고, 나중에는 비공식적으로 "버스"라고 불렀다. "랜드십"은 해군성 위원회에서 나온 자연스러운 용어였지만, 너무 설명적이고 영국군의 의도를 드러낼 수 있다고 여겨졌다. 따라서 위원회는 차량에 적절한 암호 용어를 찾았다. 차량을 조립하는 공장 노동자들은 자신들이 메소포타미아 사막전을 위한 "이동식 물탱크"를 생산하고 있다고 들었다. 따라서 "물 컨테이너"가 고려되었지만, 위원회가 필연적으로 WC 위원회(WC는 영국에서 변기를 의미하는 일반적인 용어)로 알려지게 될 것이기 때문에 거부되었다.
"탱크", 즉 물탱크라는 용어는 1915년 12월 공식 명칭으로 채택되었다. 그 이후로 "탱크"라는 용어는 영국군과 독일군 사이에서도 확립되었다. 독일어에서 탱크는 특히 제1차 세계 대전 유형(현대적인 판저와는 대조적으로)을 지칭하는 반면, 영어, 러시아어 및 다른 언어에서는 현대 장갑차량의 이름조차 여전히 탱크라는 단어를 기반으로 한다.

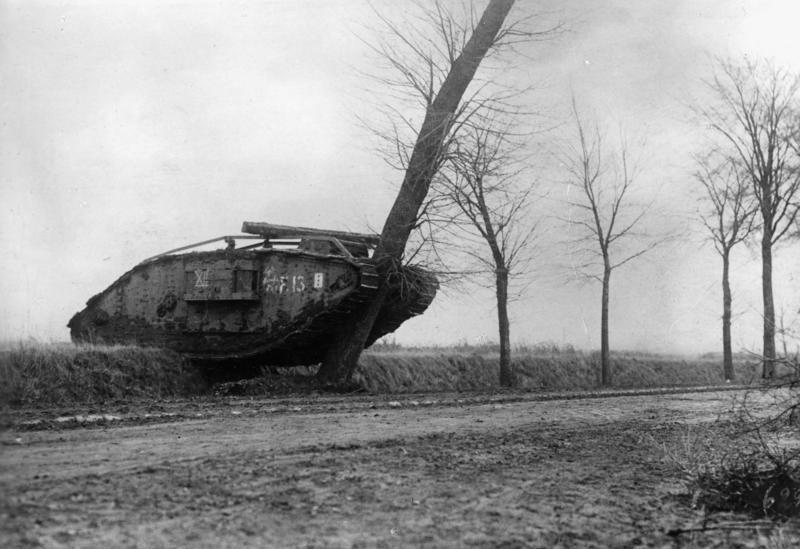
독일군에 노획된 영국 전차가 나무를 파괴하고 있다.

때로는 전차가 완성된 후 큰 나무 상자에 담겨 프랑스로 운송되었다는 오해가 있다. 비밀 유지와 호기심을 유발하지 않기 위해 상자와 전차 자체에는 각각 러시아어로 "페트로그라드로 조심스럽게"라는 목적지가 표시되어 있었다. 사실 전차는 상자에 담겨 운송된 적이 없으며, 러시아어 비문은 공장에서 테트퍼드의 첫 번째 훈련 센터로 운송하기 위해 차체에 부착되었다.
첫 50대는 8월 30일에 프랑스로 인도되었다. 이들은 2문의 6파운드 대포와 3문의 호치키스 M1909 베네트-메르시에 기관총으로 무장했는지, 아니면 4문의 비커스 기관총과 1문의 호치키스 기관총으로 무장했는지에 따라 '남성형' 또는 '여성형'으로 분류되었다. 승무원은 8명이었는데, 그 중 4명은 조향 및 구동 장치를 조작해야 했다. 전차는 최대 시속 6 km/h (3.7 mph)의 속도를 낼 수 있었으며, 이는 적 기관총 파괴를 돕기 위해 통합될 보병의 행진 속도와 일치했다. 실제로는 거친 지형에서 시속 1마일에 불과할 수도 있었다.
전쟁 후, 발명가 보상 왕립 위원회는 전차의 주요 발명가가 포스터스 이사 윌리엄 트리턴 경과 월터 고든 윌슨 소령이라고 결정했다. 포스터스는 트랙션 엔진과 증기 트럭 제조로 돌아갔지만, 전후 도로 기관차의 앞쪽 연통 문에 작은 전차 윤곽 이미지를 상표로 통합했다. 제2차 세계 대전 동안, 트리턴과 윌슨은 TOG1이라는 중전차를 설계하도록 요청받았지만, 이는 성공적이지 못했다. 그러나 링컨 시는 2015년에 전차 발명을 기념하기 위해 실제 크기의 마크 1 윤곽을 건립하고 트리턴 로터리에 배치했다.

## 첫 배치

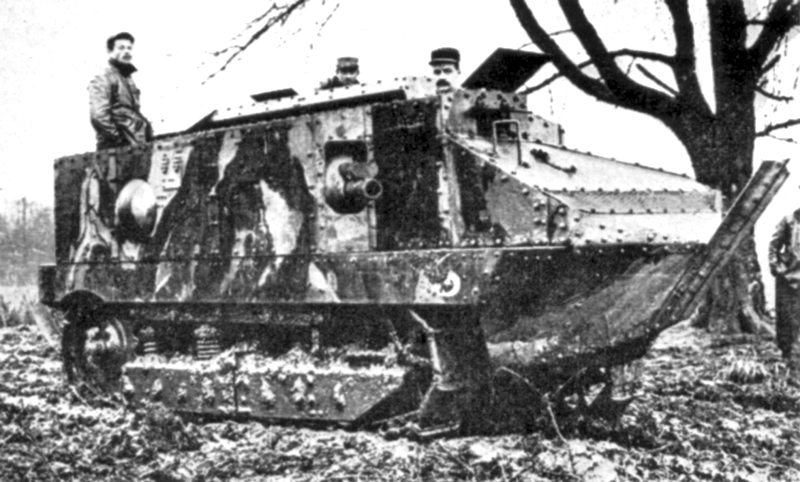
프랑스 최초의 전차 슈나이더 CA1

비밀 유지를 위해, 6개의 새로운 전차 중대는 기관총 군단 중부 중대로 배속되었다. 전장에서 전차가 처음 사용된 것은 1916년 9월 15일 금요일 플레르-쿠르슬레트 전투(솜 전투의 일부)에서 C 및 D 중대 HS MGC가 영국 마크 I 전차를 사용한 것으로, 결과는 엇갈렸다. 많은 전차가 고장 났지만, 거의 3분의 1이 돌파에 성공했다. 솜에 수송된 49대의 전차 중 32대만이 첫 공격에 참여할 수 있었고, 9대만이 "무인지대"를 넘어 독일 전선에 도달했다. 전차는 설계가 충분히 성숙되기 전에 전투에 급하게 투입되었고(처칠과 어니스트 던롭 스윈턴의 바람과는 달리) 그 수는 적었지만, 전차의 사용은 새로운 전차를 설계하는 방법, 개념의 건전성, 그리고 전쟁의 흐름에 영향을 미칠 잠재력에 대한 중요한 피드백을 제공했다.
반면에 프랑스군은 소수의 전차를 전투에 투입한 영국군의 전술을 비판했다. 그들은 영국군이 무기의 비밀을 희생했지만, 결정적이지 않을 정도로 적은 수로 사용했다고 느꼈다. 영국군의 공격은 영불 연합 공세의 일부였고, 러시아군도 동시에 공격하고 있었기 때문에, 헤이그는 전차 부대의 한계와 상관없이 최대한의 노력을 기울이는 것이 정당하다고 생각했다.
새로운 무기가 건물과 나무를 뚫고 넓은 강을 건너는 모습을 묘사한 언론 보도를 읽은 전차 승무원들은 실망했다. 그러나 마크 I은 역사상 가장 어려운 전장 지형 중 하나인 제1차 세계 대전의 실제 전장에서 성능을 발휘할 수 있었다. 신뢰성 문제에도 불구하고, 작동할 때에는 9피트 높이의 참호나 구덩이를 건널 수 있었고, 철조망을 바로 뚫고 지나갈 수 있었다. 여전히 특히 큰 포탄 구덩이에 갇히는 경우가 흔했지만, 전반적으로 편능형 모양은 극심한 지형 이동성을 가능하게 했다.

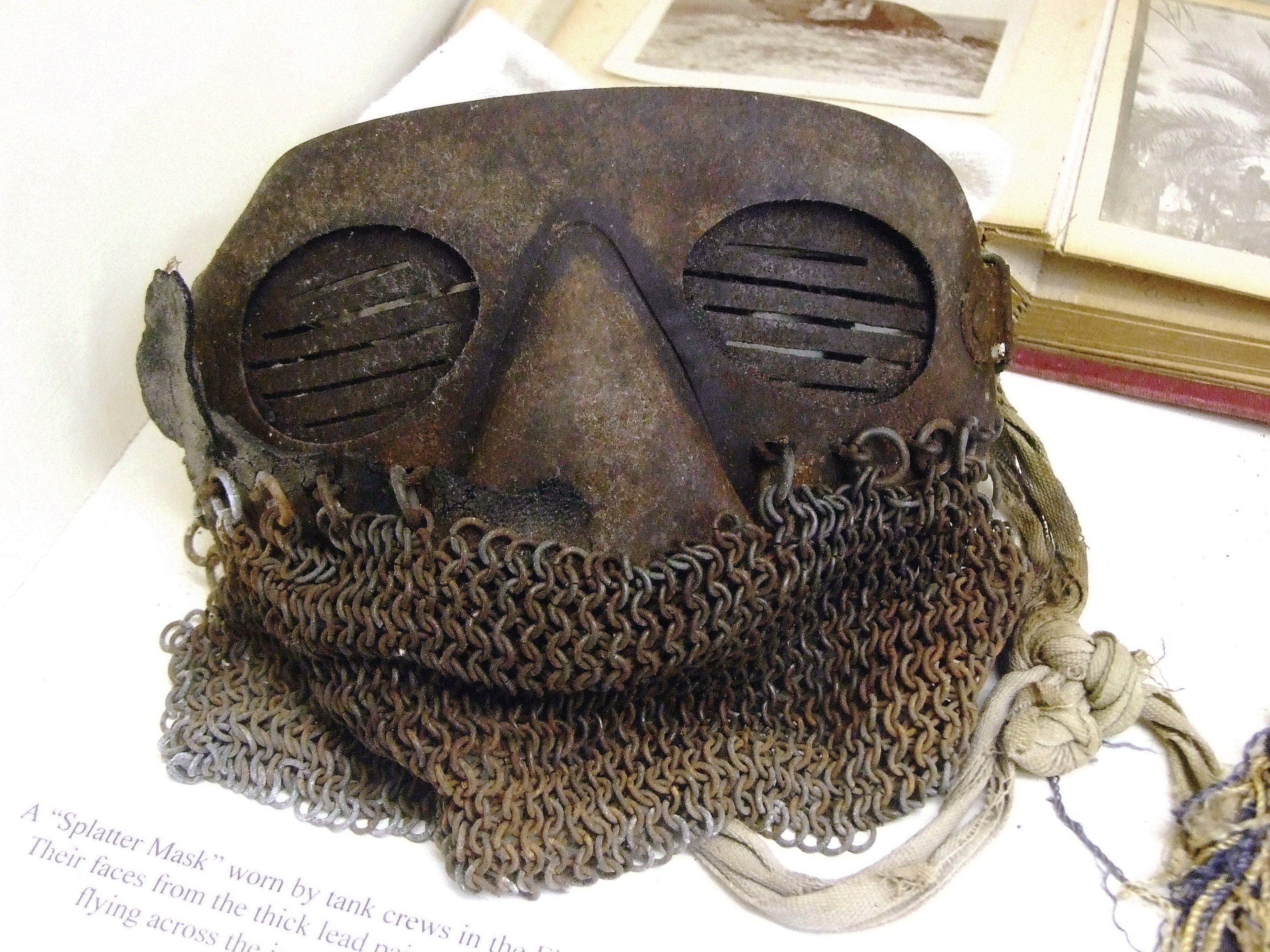
제1차 세계 대전 전차 승무원들이 사용한 스플래터 마스크

대부분의 제1차 세계 대전 전차는 기껏해야 보행 속도로만 이동할 수 있었다. 강철 장갑은 소총탄과 고폭탄 포탄 파편을 막을 수 있었다. 그러나 포탄과 박격포탄의 직격탄에는 취약했다. 내부 환경은 매우 불쾌했다. 환기가 제대로 되지 않아 엔진에서 나오는 유독한 일산화 탄소와 무기 발사로 인한 연료 및 기름 증기, 그리고 무기에서 나오는 코르다이트 연기로 인해 공기가 탁했다. 내부 온도는 50°C(122°F)에 달할 수 있었다. 승무원 전체가 전차 안에서 의식을 잃거나 신선한 공기에 다시 노출될 때 쓰러지기도 했다. 승무원들은 연료, 엔진 오일, 궤도 윤활유 등의 보급품을 만들고 남겨두는 방법을 배웠고, 구식 모델을 신형 모델의 보급 차량으로 개조했다.
탄환 파편이나 선체 내부에서 튀어나오는 파편의 위험에 대처하기 위해, 승무원은 고글이 달린 헬멧과 쇠사슬 가면(스플래터 마스크라고 함)을 착용했다. 폭발성 연기와 다량의 연료가 탑재되어 있었기 때문에 파편은 화재만큼 위험하지 않았다. 흡연은 전차 내부와 전차에서 20야드 이내에서는 금지되었다. 화학전이 사용되는 시점에서 모든 병사들에게 표준 보급품이었던 방독면도 표준 보급품이었다. 8mm 두께의 측면 장갑은 처음에는 소총탄에 거의 면역이 되게 했지만, 최근 개발된 철갑탄인 K탄에 의해 관통될 수 있었다.
보병에게 압도당하고 수류탄 공격을 받을 위험도 있었다. 다음 세대는 더 두꺼운 장갑을 갖추어 K탄에 거의 면역이 되었다. 이에 대응하여 독일군은 더 큰 특수 제작 대전차 소총, 3.7 cm TAK 1918 대전차포, 그리고 게발테 라둥("묶인 폭약")—훨씬 더 큰 폭발을 위해 여러 개의 일반 막대 수류탄을 묶은 것—을 개발했다.
엔진 동력은 전차의 주요 한계였다. 약 100마력의 엔진은 톤당 3.3마력(톤당 2.5킬로와트)의 출력 대 중량비를 제공했다. 20세기 말에는 출력 대 중량비가 톤당 20마력(톤당 15킬로와트)을 초과했다.
많은 사람들은 영국군 사령관 야전원수 더글러스 헤이그가 자신도 기병이었기 때문에 전차의 가치를 제대로 평가하지 못했다고 생각한다. 사실 제1차 세계 대전의 기병 교리는 "돌파 후 후방에서 괴롭히는 공격으로 추격"하는 것이었지만, 전차가 등장하기 전까지 서부 전선에는 돌파가 없었다. 헤이그의 이러한 추정된 견해에도 불구하고, 그는 솜 전투 실패 직후 1,000대의 전차를 주문했고, 항상 추가 생산에 확고히 찬성했다.
1919년 루이 잭슨 소장은 "전차는 기형적인 존재였다. 그것을 탄생시킨 상황은 예외적이었고 재발할 가능성이 없었다. 만약 재발한다면, 다른 수단으로 대처할 수 있을 것이다."라고 말했다.

## 프랑스의 개발

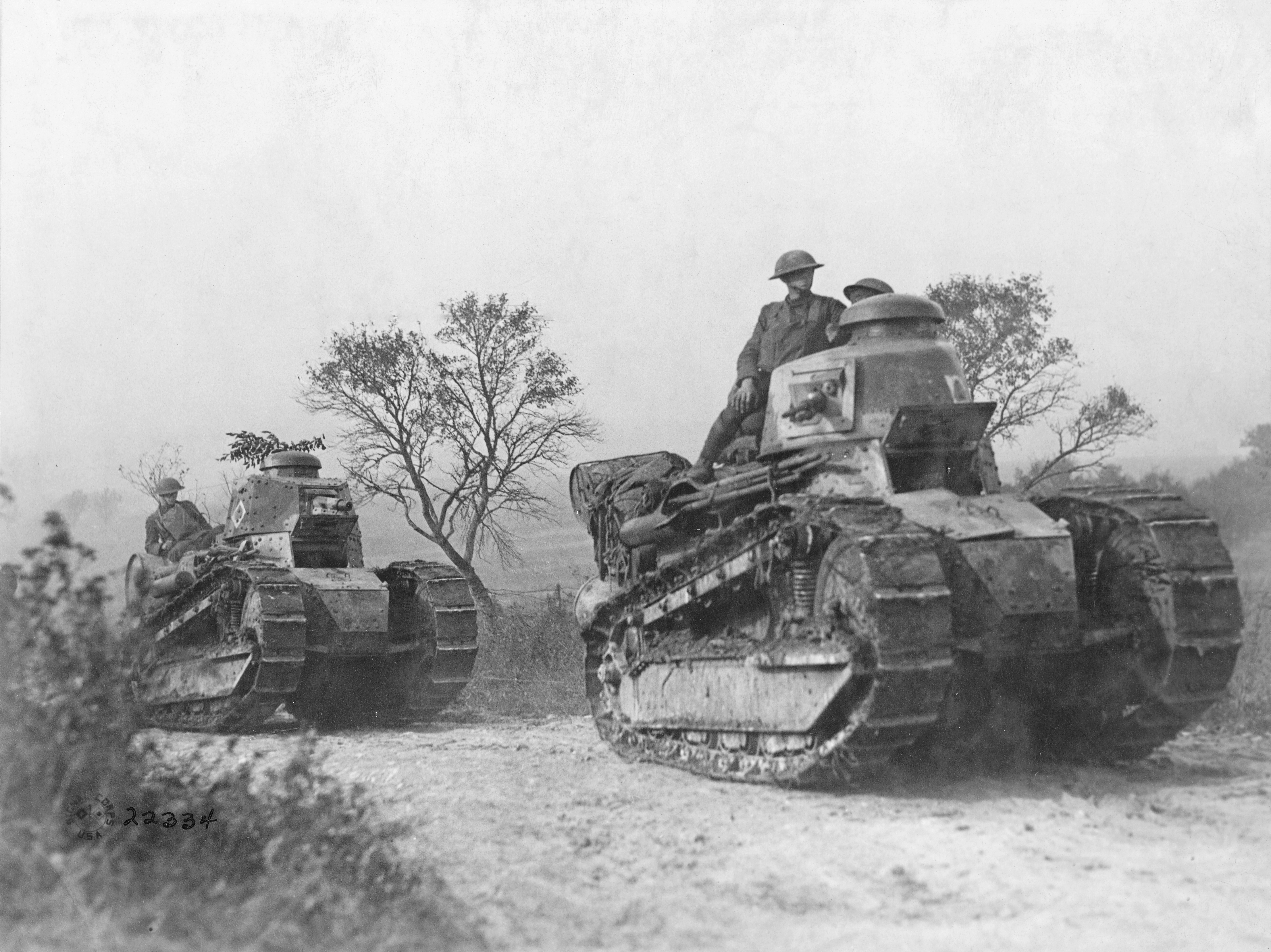
프랑스에서 미군이 운용하는 르노 FT-17 전차. 승무원이 단 2명인 경전차로, 제1차 세계 대전 중 대량 생산되었다.

프랑스는 동시에 자체 궤도형 AFV를 개발했지만, 그곳의 상황은 매우 달랐다. 영국에서는 단일 위원회가 설계를 조정했고, 육군의 초기 저항을 극복해야 했으며, 주요 산업체들은 수동적이었다. 따라서 거의 모든 생산 노력은 마크 I과 그 직계 후속 모델에 집중되었고, 모두 모양이 매우 비슷했다. 반면에 프랑스에서는 여러 가지 상충되는 개발 노선이 있었고, 이는 제대로 통합되지 않아 세 가지 주요하고 상당히 이질적인 생산 유형을 낳았다.
주요 무기 생산 업체인 슈나이더(Schneider)는 1915년 1월에 주도권을 잡고 베이비 홀트 트랙터를 기반으로 한 첫 번째 장갑차를 만들려고 시도했지만, 처음에는 개발 과정이 더디다가 7월에 엔지니어이자 정치인인 장-루이 브레통(Jean-Louis Bréton)이 고안한 기계식 철조망 절단기와 자신의 프로젝트를 결합하여 정치적, 심지어 대통령의 지지를 받았다. 1915년 12월, 영향력 있는 에스티엔 대령은 이러한 차량을 기반으로 한 장갑 부대 창설 아이디어에 대해 최고 사령부를 매우 열광시켰다. 전차에 대한 강력한 육군 지원은 그 이후 수십 년 동안 계속되었다. 이미 1916년 1월과 2월에 총 800대라는 영국보다 훨씬 많은 상당한 주문이 이루어졌다.

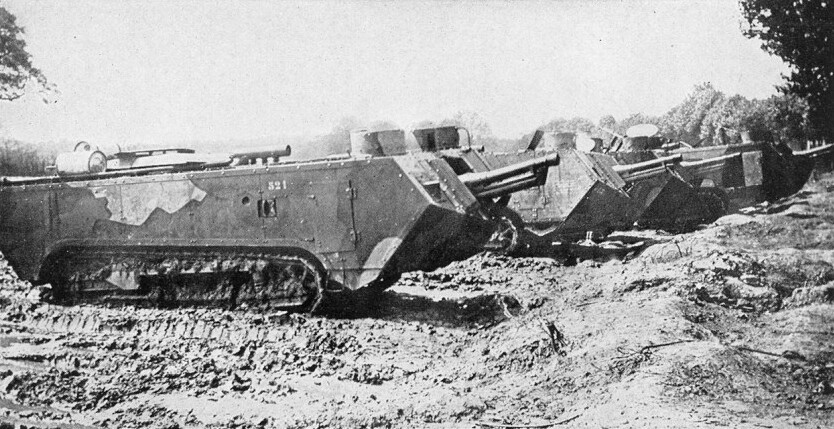
프랑스 생-샤몽 전차는 차체가 길고 짧은 캐터필러 궤도에서 앞으로 많이 튀어나와 참호에 빠지기 쉬웠다.

그러나 육군의 열정과 서두름은 즉각적인 단점을 가져왔다. 경험이 부족한 육군 장교들이 매우 짧은 시간 내에 더 큰 75마력 홀트 섀시를 기반으로 새로운 전차를 고안하라는 명령을 받은 결과, 최초의 프랑스 전차는 참호를 건너야 하는 필요성을 고려하지 않아 설계가 미흡했으며, 영국 전차의 스폰손 장착 방식을 따르지 않았다. 짧은 75mm 곡사포를 장착한 최초의 전차인 슈나이더 CA는 짧은 궤도 길이와 앞뒤로 돌출된 차체 때문에 기동성이 좋지 않았다.
또한 신뢰성도 떨어졌다. 제작된 400대 중 최대 약 130대만이 동시에 운용 가능했다. 그리고 산업 경쟁이 해로운 역할을 하기 시작했다. 이는 훨씬 더 인상적인 무기(그 75mm 포는 1941년까지 운용된 전차 중 가장 강력한 포였다)를 장착했지만, 슈나이더 CA의 많은 결함을 훨씬 더 큰 돌출된 차체와 결합한 중형 샤르 생-샤몽을 탄생시켰는데, 이는 육군이 주문한 것이 아니라 산업 로비를 통해 정부 승인을 받은 병행 개발이었다. 혁신적인 가솔린-전기 변속기는 쉬운 조향을 가능하게 했지만, 충분히 개발되지 않아 수많은 고장을 일으켰다.
그러나 산업적 이니셔티브는 빠른 발전을 가져왔다. 이미 차량 대량 생산에 익숙하고 차량 레이아웃에 훨씬 더 많은 경험이 있는 자동차 산업은 1916년에 최초의 실용적인 경전차를 설계했으며, 이는 영국에서 크게 간과된 분야였다. 르노의 뛰어난 소형 전차 설계인 FT는 궤도를 위한 적절한 등반면을 통합했으며, 완전한 360° 선회 능력을 갖춘 상부 장착 포탑을 통합한 최초의 전차였다.
FT는 여러 면에서 최초의 진정한 '현대적' 전차였으며, 그 이후 거의 모든 설계에서 따르는 레이아웃을 가졌다. 즉, 전면에 운전병, 상부에 완전 회전 포탑에 주무장, 후면에 엔진이 위치한다. 이전 모델은 '박스형 전차'였으며, 엔진실, 전투실, 탄약고, 운전병실의 역할을 한꺼번에 수행하는 단일의 비좁은 공간을 가졌다. (75mm 짧은 대포를 장착한 고정 카제메이트 방식의 매우 유사한 푸조 프로토타입이 1918년에 시험되었지만, 이 아이디어는 더 이상 추진되지 않았다). FT는 전쟁 중 어떤 전차보다도 가장 많은 생산량을 기록했으며, 3,700대 이상이 생산되어 영국과 독일 전차를 모두 합친 것보다 더 많았다. 이것이 일어날지는 처음에는 전혀 확실하지 않았다. 프랑스군 일부는 초중전차의 대량 생산을 대안으로 주장했다.
이러한 개발 노선에는 많은 설계 노력이 투입되어 그 당시 가장 복잡하고 기술적으로 진보된 샤르 2C라는 거대한 전차가 탄생했다. 그 복잡성 때문에 제1차 세계 대전에 참전하기에는 너무 늦게, 그리고 겨우 10대라는 아주 적은 수량으로 생산되었다. 그러나 이 전차는 3인승 포탑을 가진 최초의 전차였으며, 제2차 세계 대전 후반까지 도입된 전차 중 가장 무거웠고, 여전히 지금까지 운용된 전차 중 가장 크다.
프랑스의 생산량은 처음에는 영국에 뒤처졌다. 그러나 1916년 8월 이후 영국 전차 생산은 더 나은 설계를 위해 일시적으로 중단되었고, 이로 인해 프랑스는 동맹국을 수적으로 앞지를 수 있었다. 1917년 4월 16일 니벨 공세 중 프랑스가 처음으로 전차를 사용했을 때, 그들은 4배 더 많은 전차를 보유하고 있었다. 그러나 그 공세는 큰 실패였기 때문에 오래가지 못했다. 슈나이더 전차는 제대로 배치되지 않아 독일군의 장거리 포격으로 50%의 손실을 입었다. 5월 5일에 처음 배치된 생-샤몽 전차는 너무 형편없이 설계되어 독일군의 첫 번째 참호선을 넘을 수 없었다.

## 독일의 개발
독일은 전차 자체의 개발보다는 대전차 무기 개발에 더 집중했다. 그들은 전쟁 중 전투에 투입된 전차 유형을 단 한 가지만 개발했다. A7V 슈투름판처바겐은 1917년에 설계되었으며 1918년 3월부터 전투에 사용되었다. 승무원 18명, 기관총 8정, 57밀리미터 캐넌을 장착했다. 전쟁 중 A7V는 단 20대만 생산되었다. 그러나 독일군은 연합군 전차를 노획하여 자체 용도로 재활용했다.

## 캉브레 전투

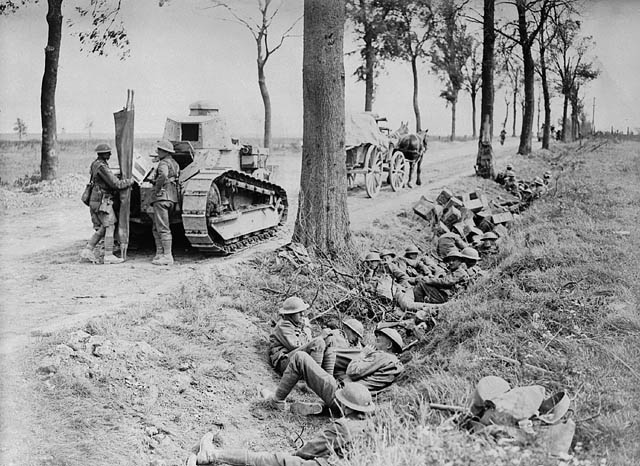
캐나다군에 배속된 영국군 운용 FT 전차

전차가 큰 영향을 미친 첫 번째 전투는 1917년의 캉브레 전투였다. 왕립전차연대 참모장이었던 영국군 J.F.C. 풀러 대령이 전투에서 전차의 역할을 담당했다. 그들은 전례 없는 돌파구를 만들었지만, 그 기회를 살리지 못했다. 아이러니하게도, 곧 대체될 기병대가 기계화 전차 공격을 추격하는 임무를 맡았다.
초기 전차의 교훈이 흡수되면서 전차는 더욱 효과적이 되었다. 영국은 1917년에 마크 IV를 생산했다. 외형은 초기 마크와 비슷했지만, 구조는 더 신뢰할 수 있는 기계를 생산하는 것으로 간주되었다. 긴 포신을 가진 해군 포는 짧아졌고(이전의 더 긴 포신은 장애물을 넘을 때 진흙에 박히기 쉬웠다), 표준 독일 철갑탄을 막을 수 있을 만큼 장갑이 충분히 증가했다.

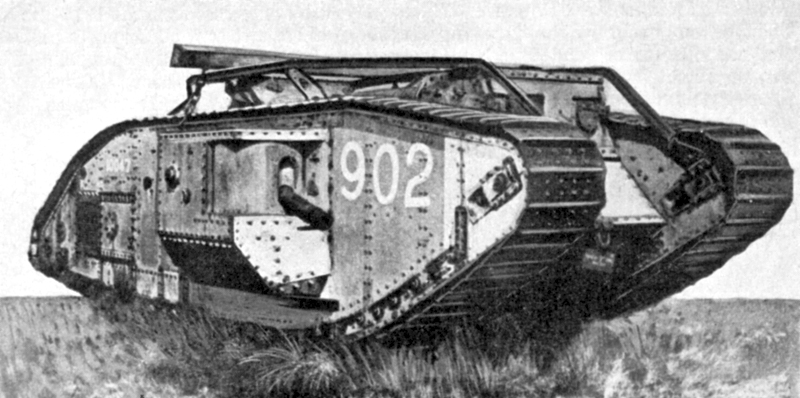
영국 마크 V* 전차 – 지붕에 배수로 제거 빔을 싣고 있어 궤도에 부착하여 진흙탕 참호나 포탄 구덩이에서 스스로 벗어날 수 있었다.

전차를 운전하는 데 네 명의 인원이 계속 필요하다는 문제는 1918년에 윌슨의 에피사이클 기어를 사용한 마크 V로 해결되었다. 또한 1918년에 프랑스는 에스티엔과 르노가 협력하여 FT를 생산했다. 앞에서 언급했듯이, 이 전차는 혁신적인 포탑 위치를 가졌고 두 명의 인원으로 운용되었다. 8톤에 불과하여 중형 A 휘펫의 절반 무게였지만, 캐넌을 장착한 버전은 더 큰 화력을 가졌다. 대량 생산을 위해 구상되었으며, FT는 제1차 세계 대전에서 압도적으로 가장 많이 생산된 전차가 되었고, 3,000대 이상이 프랑스군에 인도되었다. 많은 수가 미국군에 의해 사용되었으며, 일부는 영국군에 대여되었다.
1918년 7월, 프랑스는 수아송 전투에서 480대의 전차(대부분 FT)를 사용했으며, 이듬해에는 훨씬 더 큰 규모의 공격이 계획되었다. 1919년 계획에서 연합군은 그 해에 30,000대 이상의 전차를 전투에 투입하기를 희망했다.

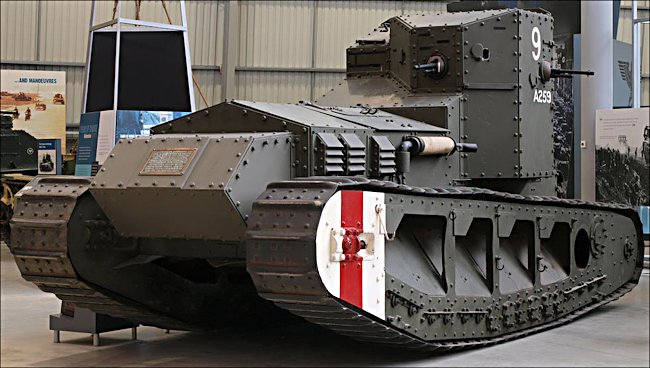
휘펫

## 휘펫
마침내, 나중의 발전을 미리 보여주듯이, 영국군은 휘펫을 개발했다. 이 전차는 상대적으로 빠른 속도(영국 중전차의 시속 3-4마일에 비해 약 시속 8마일)로 적 전선의 돌파구를 활용하기 위해 특별히 설계되었다. 휘펫은 대부분의 다른 전차보다 빨랐지만, 기관총 무장만 장착했기 때문에 장갑차와의 전투에는 적합하지 않았고 대신 보병과의 전투에 적합했다. 전후 전차 설계는 이러한 더 큰 전술적 기동성 추세가 반영되었다.

## 빌레르-브르토뇌: 전차 대 전차

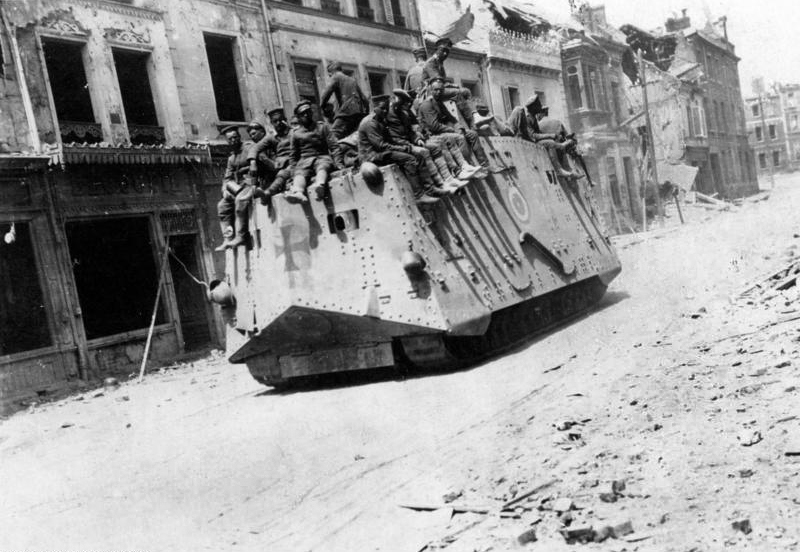
1918년 3월 21일 루아예에 있는 독일 A7V 전차

독일 참모본부는 전차에 대한 열의가 없었지만 대전차 무기 개발을 허용했다. 그럼에도 불구하고 독일 전차 개발은 진행 중이었다. 생산되어 전장에 투입된 유일한 프로젝트는 A7V였지만, 20대만 제작되었다. 독일이 운용한 약 50여 대의 전차 대부분은 노획한 영국군 차량이었다. A7V는 연합군에게 노획되었지만, 사용되지 않았고 대부분 폐기되었다.
최초의 전차 대 전차 전투는 1918년 4월 24일에 일어났다. 빌레르-브르토뇌에서 독일 A7V 3대와 영국 Mk. IV 3대 사이의 예상치 못한 교전이었다.
풀러의 1919년 계획은 대규모 전차 공세를 포함했지만, 독일 봉쇄와 미국 참전으로 전쟁이 끝나면서 결코 실행되지 않았다.

## 같이 보기
- 전차의 역사
- 제1차 세계 대전 전차 비교
- 전간기 전차
- 제2차 세계 대전의 전차

## 내용주 및 각주
1. ↑  Williamson Murray, "Armored Warfare: The British, French, and German Experiences," in Murray, Williamson; Millet, Allan R, 편집. (1996). 《Military Innovation in the Interwar Period》. New York: Cambridge University Press. 6쪽. ISBN 0-51-63760-0 |isbn= 값 확인 필요: length (도움말).
2. ↑  Harvey, A. D. (1992). 《Collision of Empires: Britain in Three World Wars, 1793–1945》. A&C Black. ISBN 978-1852850784 – Google Books 경유.
3. ↑  Watson, Greig (2014년 2월 24일). “Hotel where warfare changed forever”. 《BBC News》.
4. ↑  Showalter, D.E. "More Than Nuts And Bolts: Technology And The German Army, 1870–1945." Historian 65.1 (Fall 2002): 123–143. Academic Search Premier. Web. 16 February 2012.
5. ↑  The Devil's Chariots: The Birth and Secret Battles of the First Tanks. John Glanfield (Sutton Publishing, 2001) p. 16
6. 1 2 3 4 5 6  Littledale, Harold A. (December 1918). “With the Tanks – I. Anatomy and Habitat”. 《The Atlantic》. 836–848쪽. 2023년 10월 30일에 확인함.
7. ↑  "Sensing that tanks would only be effective if they involved an element of surprise, he pressed the government not to use them in small numbers in the Battle of the Somme. As he had put it in a memorandum in 1915, 'None should be used until all can be used at once'. Despite his objections, thirty-five (sic) tanks were used in September 1916, but to very little effect. 'My poor "land battleships" have been let off prematurely and on a petty scale,' he wrote." Havardi, J. The Greatest Briton: Essays on Winston Churchill's Life and Political Philosophy. Shepheard-Walwyn, 2010. [쪽 번호 필요] ISBN 0856832650
8. ↑  Macpherson WG, Herringham WP, Elliot TR, Balfour A. History of the Great War Based on Official Documents: Medical Services Diseases of the War. Vol 2. London: His Majesty’s Stationery Office; 1923. in Weyandt, Timothy B. and Charles David Ridgely. "Carbon Monoxide." Occupational Health: The Soldier and the Industrial Base. 1993: Office of the Surgeon General, U.S. Department of the Army. pp. 402–403. Web. 16 Feb 2012
9. ↑  Military Blunders, p. 152
10. ↑  A.J. Smithers, Cambrai: The First Great Tank Battle (2014)

- Glanfield, John (2001) Devil's Chariots: the birth and secret battles of the first tanks. Stroud: Sutton
- Tucker, Spencer C. World War I: The Definitive Encyclopedia and Document Collection. Vol. 4. R-Z. 1536. Santa Barbara, CA: ABC-CLIO, LLC, 2014.

## 더 읽어보기
- Charles River Editors and Colin Fluxman. The Tanks of World War I: The History and Legacy of Tank Warfare during the Great War (2017) [{{{설명}}}]
- Foley, Michael. Rise of the Tank: Armoured Vehicles and their use in the First World War (2014) [{{{설명}}}]
- Townsend, Reginald T. (December 1916). 《'Tanks' And 'The Hose Of Death'》. 《The World's Work: A History of Our Time》. 195–207쪽. 2009년 8월 4일에 확인함.
- Kaplan, Lawrence M. ed. Pershing's Tankers: Personal Accounts of the AEF Tank Corps in World War I (University Press of Kentucky; 314 pages) primary sources; memoirs. [{{{설명}}}]
- Smithers, A.J. Cambrai: The First Great Tank Battle (2014) [{{{설명}}}]
- Zaloga, Steven J. and Tony Bryan. French Tanks of World War I (2010) [{{{설명}}}]